# ジョー・ジョナス
ジョセフ・アダム・”ジョー”・ジョナス（Joe Jonas、1989年8月15日 - ）は、アメリカ合衆国のミュージシャン、ダンサー。ニック、ケビンとともにジョナス・ブラザーズのメンバー。身長171cm。

## 来歴
アリゾナ州カサグランデ出身。2011年にFastlifeとしてソロデビュー。
2015年にはバンドDNCEのメインボーカルとして『Cake by the Ocean』を発売。全米9位を記録しプラチナム認定を受ける大ヒットとなる。

## 私生活
2019年、女優のソフィー・ターナーと結婚。2023年9月6日に離婚したことを発表。

## 主な作品
- J.O.N.A.S.
- キャンプ・ロック

## ディスコグラフィ
- Fastlife（2011年）